# باتريك وليامز
باتريك وليامز (بالإنجليزية: Patrick Williams)‏ هو مؤلف موسيقى تصويرية وملحن أمريكي، ولد في 23 أبريل 1939 في بون تير في الولايات المتحدة، وتوفي في 25 يوليو 2018 في سانتا مونيكا في الولايات المتحدة بسبب سرطان.

## وصلات خارجية
- الموقع الرسمي
- باتريك وليامز على موقع IMDb (الإنجليزية)
- باتريك وليامز على موقع ألو سيني (الفرنسية)
- باتريك وليامز على موقع ميوزك برينز (الإنجليزية)
- باتريك وليامز على موقع أول موفي (الإنجليزية)
- باتريك وليامز على موقع قاعدة بيانات الأفلام السويدية (السويدية)
- باتريك وليامز على موقع أول ميوزيك (الإنجليزية)
- باتريك وليامز على موقع ديسكوغز (الإنجليزية)
- باتريك وليامز على موقع قاعدة بيانات الفيلم (الإنجليزية)
- باتريك وليامز على موقع كينوبويسك (الروسية)